# سنبلي الورق
سنبلي الورق أو عَسَطُوس (الاسم العلمي: Phyllostachys)، جنس نباتات قصبية برية وزراعية من الخيزران الآسيوي وينتمي إلى فصيلة النجيلية. عُثر على العديد من أنواعه في وسط وجنوب الصين، مع وجود عدد قليل من أنواعه في شمال الهند الصينية وفي جبال الهيمالايا. أصبحت بعض أنواعه طبيعية النمو في أجزاء من آسيا وأستراليا والأمريكتين وجنوب أوروبا.